# تيبس المفصل
تيبس المفصل (بالإنجليزية: Joint stiffness)‏ قد يكون إما من أعراض الألم على تحريك المفصل، من أعراض فقدان مجال الحركة أو علامة مادية لنطاق محدود من الحركة. ويفضل الأطباء الاثنين الأخيرين من الاستخدامات ولكن المرضى غالبا ما يستخدمون المعنى الأول.
.
- الألم عند الحركة:

يعود ذلك بشكل شائع نتيجة فُصَالٌ عَظْمِيّ، أحياناً في درجة خفيفة وغير ذلك من أشكال التهاب المفاصل. ويمكن أن ينتج من ضرر أو الاستخدام الزائد ونادراً من أسباب معقدة من الألم الناتجة عن التهابات أو الأورام. مدى الحركة من الممكن أن تكون طبيعية أو محدودة من الألم. ألم «التيبس الصباحي» الذي يخفف بعد استخدام المفصل هو أحد سمات الْتِهابُ المَفاصِلِ الرُّوماتويديّ.
- فقدان الحركة (عرض):

يلاحظ المريض عدم تحرك مفصل أو أكثر عند حاجته لاستخدامه. وهي خاصية لمراحل متقدمة من التهاب المفاصل بما في ذلك فُصَالٌ عَظْمِيّ، الْتِهابُ المَفاصِلِ الرُّوماتويديّ، الْتِهابُ الفَقارِ المُقَسِّط.
- فقدان في مدى الحركة (علامة):

وجد من خلال دراسات طبية إلى أن مدى حركة المفصل دون الطبيعي، الفحص الروتيني الذي يتم من قبل جراح العظام أو الروماتيزم في كثير من الأحيان يولي أهمية وعناية لهذا الأمر. يمكن قياستها ومقارنتها بالجانب الآخر أو الحدود الطبيعية. هذه العلامة مرتبطة بالأسباب كما هي الأعراض. في الحالات الشديدة التي لا يتحرك فيها المفصل أبداُ تسمى ب مَقْسوط.